# Потаповка (Гомельская область)
Потаповка (бел. Патапаўка) — деревня в Буда-Кошелёвском районе Гомельской области Белоруссии. Административный центр Потаповского сельсовета.
На юге и западе граничит с лесом.

## География

### Расположение
В 6 км на северо-запад от районного центра и железнодорожной станции Буда-Кошелёвская (на линии Жлобин — Гомель), 54 км от Гомеля.

### Гидрография
Река Липа (приток реки Сож).

## Транспортная сеть
Транспортные связи по просёлочной, затем автомобильной дороге Буда-Кошелёво — Гомель. Планировка состоит из длинной криволинейной улицы, ориентированной с юго-востока на северо-запад, к которой с востока присоединяются три прямолинейные улицы, с запада — три короткие прямолинейные и две длинные криволинейные улицы (одна из них на западе раздвоена). Застройка двусторонняя, преимущественно деревянными домами усадебного типа.

## История
Обнаруженный археологами курганный могильник (50 насыпей, на территории деревенского кладбища) свидетельствует о заселении этих мест с давних времён. По письменным источникам известна с XIX века. В 1824 году в числе населённых пунктов Кошелёвской волости. В 1850 году в Кошелёвском казённом поместье. В 1886 году работали ветряная мельница и воловья мельница. Действовал хлебозапасный магазин. В материалах переписи 1897 года упоминается как деревня и застенок. 28 апреля 1901 года сгорело 45 дворов и 18 гумен. В 1909 году 930 десятин земли, в Кошелёвской волости Рогачёвского уезда Могилёвской губернии. В застенке Потаповка (он же Моховцы), 31 десятин земли. В том же году построено здание и начались занятия в школе.
С 20 августа 1924 года центр Потаповского сельсовета Буда-Кошелёвского района Бобруйского, с 27 октября 1927 года Гомельского (до 26 июля 1930 года) округов, с 20 февраля 1938 года Гомельской области.
В 1929 году организован колхоз, работала кузница. В советско-финскую войну 1939-40 годов погибли 6 жителей деревни. Во время Великой Отечественной войны каратели сожгли 146 дворов убили 7 жителей. В боях за освобождение деревни Потаповка и соседних населённых пунктов погибли 634 солдата (похоронены в братской могиле в центре деревни), 181 житель деревни погиб на фронте. 22 июля 1942 года — у Потоповка (Potopowka) (участок железной дороги Гомель-Жлобин (Gomel-Shlobin), 51 км северо-западнее Гомель) перестрелка с партизанами. 1 партизан, имевший при себе 4 кг взрывчатки, был расстрелян. Собственные потери вермахта: 1 раненый.
В 1959 году центр совхоза «Потаповский». Механическая мастерская, средняя школа, библиотека, фельдшерско-акушерский пункт, отделение связи, столовая, 3 магазина, детский сад.
В состав Потаповского сельсовета входили до 1969 года посёлок Первомайский, до 1996 года посёлок Березино, Возрождение (не существуют).

## Население

### Численность
- 2018 год — 754 жителя.

### Динамика
- 1858 год — 54 двора, 400 жителей.
- 1886 год — 82 двора, 538 жителей.
- 1909 год — 116 дворов, 1014 жителей; в застенке 2 двора, 13 жителей.
- 1940 год — 320 дворов, 1289 жителей.
- 1959 год — 1917 жителей (согласно переписи).
- 2004 год — 403 хозяйства, 908 жителей.

## Культура
- Музейная комната ГУО «Потаповская средняя школа»

## Достопримечательность
- Курганный могильник периода Средневековья (X–XIII вв.) —  Историко-культурная ценность Республики Беларусь, шифр 313В000135
- Братская могила (1943) —  Историко-культурная ценность Республики Беларусь, шифр 313Д000136
- Курганный могильник периода бронзового века —  Историко-культурная ценность Республики Беларусь, шифр 313В000875